# Wiktor Natanson
Wiktor Zenon Natanson, ps. „Humięcki” (ur. 31 marca 1929 w Warszawie, zm. 24 lipca 2020) – polski inżynier, powstaniec warszawski, żołnierz kompanii NSZ „Warszawianka”.

## Życiorys
W czasie wojny ukończył trzy klasy tajnych kompletów w Gimnazjum im. ks. Józefa Poniatowskiego.
W 1943 został wciągnięty do pracy konspiracyjnej w NSZ przez swojego kuzyna Macieja Szymańskiego. Ukończył Szkołę Podchorążych Piechoty Centrum Wyszkolenia Narodowych Sił Zbrojnych. Brał udział w powstaniu warszawskim jako żołnierz plutonu por. Jana Bohdana Gołkontta w kompanii NSZ „Warszawianka” Zgrupowania „Chrobry II”. Uczestniczył w akcjach na terenie Śródmieścia Północnego m.in. w obronie magazynów Hartwiga czy osłonie oddziałów wycofujących się ze Starówki. W ostatnich dniach powstania został awansowany na stopień kaprala podchorążego.
Po kapitulacji powstania przeszedł przez obóz jeniecki w Ożarowie. Następnie przewieziono go do Stalagu 344 Lamsdorf. W obozie przebywał do czasu pieszej ewakuacji w końcu stycznia 1945. Po wyczerpującym marszu został oswobodzony w kwietniu 1945 przez amerykańskich żołnierzy. Przez obóz dla byłych jeńców wojennych w Murnau trafił do II Korpusu Polskiego we Włoszech. Otrzymał przydział do 3. Dywizji Strzelców Karpackich. W trakcie służby uzupełnił swoje wykształcenie w gimnazjum i liceum.
Latem 1946 znalazł się w Wielkiej Brytanii, a w lipcu 1947 powrócił do Polski. Zamieszkał z rodzicami w Warszawie. W maju 1948 zdał maturę, po czym rozpoczął studia na Wydziale Mechanicznym Politechniki Warszawskiej ukończone dyplomem w 1952. Podjął pracę w zawodzie. W 1972 wyemigrował do Kanady, gdzie pracował w przemyśle lotniczym. W 1992 przyjechał na krótko do Polski, a w 2009 powrócił na stałe. Zamieszkał w Domu Pomocy Społecznej „Kombatant” w Legionowie.
Zmarł 24 lipca 2020. 5 sierpnia został pochowany w Panteonie Polski Walczącej na Cmentarzu Wojskowym na Powązkach w Warszawie (krypta LB-III-6).

## Rodzina
Pochodził z rodziny żydowskiej. Był synem Wiktora Natansona, prawnika, i Zenobii z Trajdosów. Miał dwie siostry. Jego wujem (bratem matki) był znany działacz endecki – Mieczysław Trajdos. Kuzynem był zaś Maciej Matthew Szymanski, architekt i także żołnierz NSZ. W 1953 ożenił się, a w 1954 przyszła na świat jego córka.

## Ordery i odznaczenia[1]
- Krzyż Kawalerski Orderu Odrodzenia Polski (27 lipca 2010)[4]
- Warszawski Krzyż Powstańczy
- Krzyż Narodowego Czynu Zbrojnego
- Krzyż Armii Krajowej